# Skiathlon
Skiathlon, skidbyte, dubbeljaktstart eller dubbeljakt, är en längdåkningsdisciplin med masstart där man åker halva sträckan klassisk stil och sedan i loppet byter skidor och åker resterande sträcka fristil.
Disciplinen ingår i världscupen i längdåkning. Den ersatte den tidigare jaktstarten. Istället för att först köra ett klassiskt lopp och sedan ett i fristil, så byter man skidor efter halva distansen, varmed man alltså kör båda stilarna i samma lopp. För damer går skiathlon ibland över  2 × 7,5 km och för herrar över 2 × 15 km.
Stilen debuterade på världsmästerskap 2003.